# Paul Runge
Paul Runge (* 3. Juli 1877 in Berlin; † 1. November 1948 in Magdeburg) war ein deutscher Politiker (SPD).

## Leben und Wirken
Runge war Sohn eines Kassenboten und machte nach der Schule eine Ausbildung als Maler und Lackierer. Als Maler war er bis 1905 tätig. Von 1905 bis 1911 war er hauptberuflicher Parteisekretär in Bochum und wechselte anschließend in derselben Funktion nach Köln. Nach 1914 war Runge zeitweise Geschäftsführer der Volkshausgesellschaft in Köln. Vor 1914 war er mehrfach Delegierter von sozialdemokratischen Parteitagen. Während der Novemberrevolution wurde Runge einer der Vorsitzenden des örtlichen Arbeiter- und Soldatenrates. Von 1919 bis 1921 war er Mitglied der Verfassunggebenden Preußischen Landesversammlung. Ebenfalls von 1919 bis 1922 war Runge Polizeipräsident in Köln und von 1922 bis 1926 in Halle an der Saale. Anschließend war er bis 1932 Landrat des Kreises Quedlinburg. Nach der Machtergreifung der Nationalsozialisten war er 1933 über sechs Monate inhaftiert.